# Florent de Varennes
Pour les articles homonymes, voir Varennes.

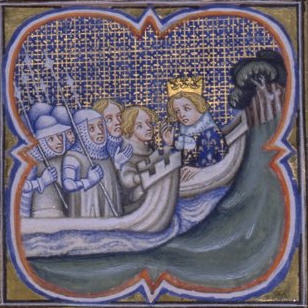
Louis IX de France vers la huitième croisade

Florent de Varennes, mort en août 1270 à Tunis, est le premier amiral de France, nommé en 1269, et à ce titre, devint le chef de la flotte lors de la huitième croisade au cours de laquelle le roi Louis IX trouve la mort.

## Biographie
Il est seigneur de Varennes, en Picardie.
Il est marié à Yolande de Nesle, fille de Jean II de Nesle, comte de Soissons et de Marie de Chimay. Ils ont eu un fils prénommé Mathieu.
En prévision de la huitième croisade, en 1270, Louis IX crée la charge militaire d'amiral de France et nomme Florent de Varennes à la tête de la flotte.

### Huitième croisade

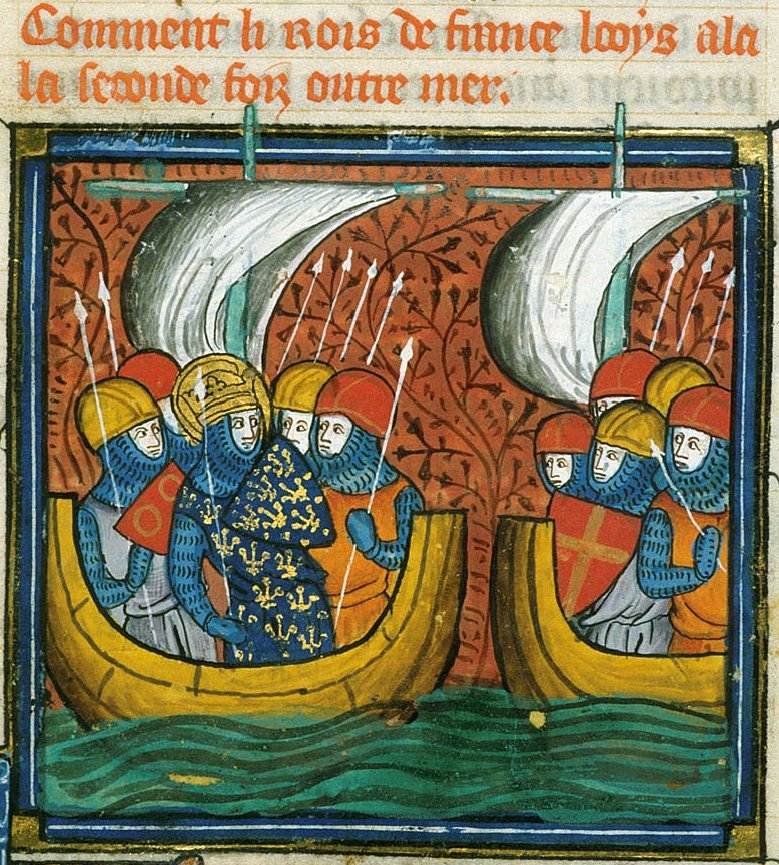
Florent, seigneur de Varennes, sur le 2ème bateau, avec son écu « de gueules à la croix d'or », se dirigeant vers la croisade

En juillet 1270, le roi Louis IX appareille d'Aigues-Mortes avec une flotte nombreuse et bien organisée de 70 navires, pour la plupart génois et vénitiens, déclarant : « Déjà vieux, je commence le voyage outre-mer. Je sacrifie à Dieu les richesses, l'honneur, avec plaisir... Je voulais vous donner ce dernier exemple et j'espère que vous le suivrez si les circonstances l'exigent... ».
La première partie du voyage est mouvementée. Les croisés se sont arrêtés en Sardaigne. Le Roi envoie Florent de Varennes en éclaireur vers les Sardes. Mais comme leurs bateaux sont génois, ils ne sont pas les bienvenus. La nourriture est livrée à un prix élevé.
Le 17 juillet, après avoir essuyé plusieurs tempêtes, l'armée arrive sur les côtes tunisiennes devant la forteresse de La Goulette, qui défend l'accès maritime de Tunis. Selon le secrétaire royal Jean de Condé, le roi envoie Florent de Varennes avec quelques hommes reconnaître les lieux. Il trouve un port presque vide, avec seulement quelques navires marchands musulmans et génois. Il envoie un messager au roi. Le conseil royal est divisé sur la stratégie à adopter : certains pensent qu'il s'agit d'un piège, tandis que d'autres veulent profiter de la situation et débarquer. Florent de Varennes, sans en référer au Roi, débarque ses troupes. Bien qu'il soit furieux, le roi le rejoint.
Le siège de la ville commence après la création d'un camp retranché dans les ruines de Carthage.
En attendant les renforts de Charles Ier d'Anjou, roi de Sicile, pour attaquer Tunis, une épidémie de dysenterie décime les troupes. Florent de Varennes et Jean Tristan, comte de Valois, fils de Louis IX, sont parmi les victimes.
Louis IX meurt le 25 août, au moment de l'arrivée de Charles d'Anjou. Ce dernier bat les Sarrasins et signe un traité avec le sultan le 30 octobre 1270. Philippe, comte d'Orléans, le fils aîné de Louis, devient roi sous le nom de Philippe III. La huitième croisade s'achève le 11 novembre par le rembarquement des troupes.

## Héraldique
Les armoiries de Florent sont « De gueules à la croix d'or » (Rouge à croix d'or) et sont toujours les armoiries de la ville  de Varennes-en-Croix.